# Éric Wolfer
Éric Wolfer est un ancien joueur de volley-ball français né le 27 février 1966 à Watermael-Boitsfort (Belgique) qui évoluait au poste d'attaquant. Il totalise 120 sélections en équipe de France.

## Clubs
| Club            | Pays       | De        | À         |
| --------------- | ---------- | --------- | --------- |
| Mamer           | Luxembourg | 1985-1986 | 1985-1986 |
| Arlon           | Belgique   | 1986-1987 | 1986-1987 |
| Asnières sports | France     | 1987-1988 | 1987-1988 |
| JSA Bordeaux    | France     | 1988-1989 | 1991-1992 |
| Tourcoing LM    | France     | 1993-1994 | 1994-1995 |

## Palmarès
- Jeux méditerranéens (1)
  - Vainqueur : 1993
- Coupe de France (1)
  - Vainqueur : 1990